# Reticulócito

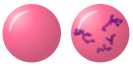
Hemácias à esquerda e reticulócitos à direita, com o RNA precipitado formando grânulos

Reticulócitos são eritrócitos (ou hemácias) imaturos. Como as hemácias, os reticulócitos não apresentam núcleo e são chamados assim por causa da malha reticular de RNA ribossômico, que se torna visível à microscopia quando corada com azul de cresil brilhante.

## Contagem de reticulócitos
A contagem é feita em percentagem em relação às hemácias circulantes que ainda não estão no estado de reticulócito.

### Método automático
Atualmente, para contar reticulócitos, são usados contadores automatizados usando laser com corante fluorescente que marca o RNA e DNA. Isso diferencia os reticulócitos das hemácias (que não contêm RNA nem DNA).

### Método manual
Pode também ser usado o método de coloração pelo azul de cresil brilhante e fazer uma contagem, tirando-se uma porcentagem em relação às hemácias presentes no campo microscópico. Os reticulócitos são as hemácias com pontos em seu interior.

## Interpretação
Uma pessoa normal apresenta de 0,5 a 1,8% de reticulócitos circulantes. Porém, a interpretação é feita em valores absolutos, isto é, multiplica-se o valor obtido em percentagem na contagem de reticulócitos pelo número de hemácias total do paciente.
Se uma pessoa tem anemia, a percentagem de reticulócitos será aumentada se a medula óssea tiver capacidade de produzir novas hemácias e se uma pessoa com anemia tiver uma percentagem normal, isto significa que a medula óssea não está produzindo novas hemácias a fim de corrigir esta anemia. Pode-se concluir que o reticulócito expressa a produção medular de novas hemácias.
O termo reticulocitose refere-se ao aumento de reticulócitos no sangue.

## Índice de produção de reticulócito
O médico usa-o no diagnóstico da anemia para saber se a medula óssea está produzindo novas hemácias em resposta ao estado anémico.
Se a produção de reticulócitos não aumenta em resposta à anemia, então esta deve ter uma causa aguda com tempo insuficiente para a compensação, ou então deve haver algum defeito na produção de hemácias pela medula óssea. Defeitos medulares incluem deficiências nutricionais (deficiência de ferro, folato, ou vitamina B12) ou eritropoietina insuficiente, o estímulo para produção de novas hemácias.
A produção de reticulócitos deverá crescer entre 2 a 3 dias de uma hemorragia aguda, e atingir o pico entre 6 a 10 dias.
Quando o paciente tem hematócrito abaixo do normal, a percentagem de reticulócito não é confiável, por estarem exauridas suas hemácias.
O cálculo do Índice de Produção de Reticulócitos (IPR), em função da sua contagem e em situação normal, é dado por:
IPR=
```
Contagem Corrigida de Reticulócitos
___________________________________
  Tempo de maturação em dias
```

Para se definir a contagem corrigida de reticulócitos, importante em pacientes anémicos, usa-se a fórmula a seguir:

Contagem corrigida de reticulócitos =
```
% de reticulócitos x HT do paciente
___________________________________
             HT normal*
```

- O hematócrito normal é 40% para mulher e 45% para homem